# Valdurenque
Valdurenque é uma comuna francesa na região administrativa da Occitânia, no departamento de Tarn. Estende-se por uma área de 5.99 km², e possui 846 habitantes, segundo o censo de 2018, com uma densidade de 140 hab/km².